# Gilles Morvan
Gilles Morvan est un acteur, chanteur, musicien, directeur artistique et adaptateur français, né le 7 mai 1970,.

## Biographie
Principalement présent dans le doublage, il est notamment la voix française de Rockmond Dunbar,, Carlo Rota, Mahershala Ali et Kevin James,, ainsi que l'une des voix de Seth Rogen, Terry Crews,,, Vincent D'Onofrio, Bobby Cannavale, Benedict Cumberbatch,,,, (dont Sherlock) et Dwayne « The Rock » Johnson,. Il est aussi la voix du Toa Matau dans la trilogie Bionicle ou encore de Kowalski, le pingouin dans la série de films Madagascar et le film Les Pingouins de Madagascar.
Dans les jeux vidéo, il est notamment la voix de Garrus Vakarian dans la trilogie de jeu Mass Effect,,, Gladiolus Amicitia dans Final Fantasy XV,,, la première voix de Leon S. Kennedy dans la saga Resident Evil à partir de Operation Raccoon City, (avant d'être remplacé par Anatole de Bodinat en 2019 depuis le remake de Resident Evil 2) ou encore celle de Jim Miller dans Deus Ex: Mankind Divided.

## Doublage

### Cinéma

#### Films
- Kevin James[1] dans (9 films) :
  - Copains pour toujours (2010) : Eric Lamonsoff
  - Le Dilemme (2011) : Nick Backman
  - Zookeeper (2011) : Griffin Keyes
  - Copains pour toujours 2 (2013) : Eric Lamonsoff
  - Paul Blart 2 : Super Vigile à Las Vegas (2015) : Paul Blart
  - Pixels (2015) : le président Will Cooper
  - Les Mémoires d'un assassin international (2016) : Sam
  - Hubie Halloween (2020) : le sergent Steve Downey
  - Home Team (2022) : Sean Payton
- Vincent D'Onofrio[1] dans (7 films) :
  - Little New York (2009) : Parmie Tarzo
  - L'Élite de Brooklyn (2009) : Carlo
  - Évasion (2013) : Lester Clark
  - Death Wish (2018) : Frank Kersey
  - Dans les yeux de Tammy Faye (2021) : le révérend Jerry Falwell
  - Dumb Money (2023) : Steve Cohen
  - En plein vol (2024) : Denton
- Bobby Cannavale[1] dans (4 films) :
  - Annie (2014[n 1]) : Guy
  - Ant-Man (2015) : James « Jim » Paxton
  - Boundaries (2018) : Leonard
  - Ant-Man et la Guêpe (2018) : James « Jim » Paxton
- Mekhi Phifer dans :
  - Impostor (2001) : Cale
  - 8 Mile (2002) : David
  - Honey (2003) : Chaz
- Terry Crews[1] dans :
  - Friday After Next (2002) : Damon
  - Balles de feu (2007) : Freddy
  - Famille recomposée (2014) : Nickens
- Seth Rogen[1] dans :
  - SuperGrave (2007) : Michaels
  - Frangins malgré eux (2008) : le manager d'articles de sport
  - Délire Express (2008) : Dale Denton
- Lee Pace[1] dans :
  - Les Gardiens de la Galaxie (2014) : Ronan l'Accusateur
  - The Book of Henry (2017) : Dr David Daniels
  - Captain Marvel (2019) : Ronan l'Accusateur
- Nathan Jones dans :
  - Mad Max: Fury Road (2015) : Rictus Erectus
  - The Scorpion King: Book of Souls (2018) : Enkidu
  - Furiosa : Une saga Mad Max (2024) : Rictus Erectus
- Philip Seymour Hoffman dans :
  - Polly et moi (2004) : Sandy Lyle
  - Rendez-vous l'été prochain (2010) : Jack
- Benito Martinez dans :
  - Million Dollar Baby (2004) : le manager de Billie
  - Beyond the Lights (2014) : Jesse Soria
- Winston Ellis dans :
  - Pirates des Caraïbes : Le Secret du coffre maudit (2006) : Palifico
  - Pirates des Caraïbes : Jusqu'au bout du monde (2007) : Palifico
- Tyler Perry dans :
  - Pourquoi je me suis marié ? (2007) : Terry
  - Pourquoi je me suis marié aussi ? (2010) : Terry
- Mark Boone Junior dans :
  - 30 jours de nuit (2007) : Beau Brower
  - O'Dessa (2025) : le père Walt
- Michael Jai White dans :
  - The Dark Knight : Le Chevalier noir (2008) : Gambol
  - Blood and Bone (2009) : Isaiah Bone
- Lee Byung-hun dans :
  - Le Bon, la Brute et le Cinglé (2008) : Park Chang-yi / la brute
  - J'ai rencontré le Diable (2010) : Kim Soo-hyeon
- Jess Harnell dans :
  - Transformers 2 : La Revanche (2009) : Ironhide (voix)
  - Transformers 3 : La Face cachée de la Lune (2011) : Ironhide (voix)
- Stephen Dorff dans :
  - Public Enemies (2009) : Homer Van Meter
  - La Mort en sursis (2013) : Charlie Rankin
- Antonio Albanese dans :
  - Question de cœur (2009) : Alberto
  - To Rome with Love (2012) : Luca Salta
- Patrick Warburton dans :
  - Ted (2012) : Guy
  - Ted 2 (2015) : Guy
- Domenick Lombardozzi dans :
  - Malavita (2013) : Caputo
  - Le Pont des espions (2015) : l'agent Blasco
- Manu Bennett dans :
  - La Course à la mort de l'an 2050 (2016) : Frankenstein
  - Perfect Addiction (2023) : Julian
- Cooper Andrews dans :
  - Shazam! (2019) : Víctor Vasquez
  - Shazam! La Rage des Dieux (2023) : Víctor Vasquez
- Emilio Buale (es) dans :
  - La Plateforme (2019) : Baharat
  - La Plateforme 2 (2024) : Baharat
- David Harbour dans :
  - Black Widow (2021) : Alexei Shostakov / Red Guardian
  - Thunderbolts* (2025) : Alexei Shostakov / Red Guardian
- 2001 : The Majestic : Bob Leffert (Karl Bury)
- 2002 : Rollerball : le commentateur américain du Rollerball (Paul Heyman)
- 2002 : Paid in Full : Runner (Victor « N.O.R.E. » Santiago)
- 2003 : Basic : Mueller (Dash Mihok)
- 2003 : Paycheck : l'agent Klein (Michael C. Hall)
- 2003 : Scary Movie 3 : Master P (Master P)
- 2004 : Collision : Daniel Leibowitz (Michael Peña)
- 2004 : Collatéral (2004) : Max (Jamie Foxx[1])
- 2004 : Les Chroniques de Riddick : The Guv (Yorick van Wageningen)
- 2004 : Le Tour du monde en quatre-vingts jours : un clochard (Rob Schneider)
- 2004 : Resident Evil: Apocalypse : Peyton Wells (Razaaq Adoti (en))
- 2004 : Team America, police du monde : Samuel L. Jackson (Fred Tatasciore) (voix)
- 2005 : Doom : Sarge (Dwayne Johnson)
- 2005 : Saw 2 : Xavier Chavez (Franky G.)
- 2005 : Waist Deep : lui-même (Tyrese Gibson)
- 2006 : Des serpents dans l'avion : Troy (Kenan Thompson)
- 2006 : Hollow Man 2 : le capitaine Rollins (Colin Lawrence)
- 2006 : Les Soldats du désert : Jamal Aiken (Curtis « 50 Cent » James Jackson III)
- 2006 : Hood of Horror : HOH / Devon (Snoop Dogg)
- 2006 : World Trade Center : l'opérateur du centre de commandes (Thomas F. Duffy)
- 2006 : Friends with Money : Richard (Timm Sharp)
- 2006 : Déjà vu : ? ( ? )
- 2007 : Resident Evil: Extinction : L. J. (Mike Epps)
- 2007 : Gone Baby Gone : Big Dave (William Lee)
- 2007 : Mission Alcatraz 2 : William Burke (William Scott Goldberg)
- 2007 : D-War : Bruce (Craig Robinson)
- 2007 : Jusqu'à la mort : Larenz (Gary McDonald)
- 2008 : Appelez-moi Dave : no 4 (Pat Kilbane)
- 2008 : Bronson : Charles Bronson / Michael Peterson (Tom Hardy)
- 2008 : The Wrestler : Greg (Scott Siegel)
- 2008 : Che, 1re partie : L'Argentin : Ciro Redondo (Édgar Ramírez)
- 2008 : Yes Man : le petit-ami qui se bat contre Carl (Graham Shiels)
- 2008 : Le Retour de Roscoe Jenkins : Otis Jenkins (Michael Clarke Duncan)
- 2008 : John Rambo : Diaz (Reynaldo Gallegos)
- 2008 : Walkyrie : Wolf-Heinrich von Helldorf (Waldemar Kobus)
- 2008 : L'Œil du mal : ? (?)
- 2009 : Watchmen : Les Gardiens : Edward Blake / Le Comédien (Jeffrey Dean Morgan[11])
- 2009 : X-Men Origins: Wolverine : Victor Creed / Dents-de-sabre (Liev Schreiber)
- 2009 : La Montagne ensorcelée : Carson (Billy Brown)
- 2009 : Bronson : Michael Gordon Peterson / Charles Bronson (Tom Hardy) [12]
- 2009 : Clones : Stone (Boris Kodjoe)
- 2009 : Phénomènes paranormaux : Awolowa Adusami (Hakeem Kae-Kazim)
- 2009 : La bella gente : Alfredo (Antonio Catania)
- 2009 : L'Assistant du vampire : M. Destiny (Michael Cerveris)
- 2009 : Nowhere Boy : Bobby Dykins, le mari de Julia (David Morrissey)
- 2009 : Destination finale 4 : George Lanter (Mykelti Williamson)
- 2010 : Robin des Bois : Allan A'Dayle, le ménestrel (Alan Doyle)
- 2010 : Prince of Persia : Les Sables du Temps : Seso (Steve Toussaint)
- 2010 : Dog Pound : Goodyear (Lawrence Bayne)
- 2010 : Inception : Yusuf (Dileep Rao)[13]
- 2010 : Wall Street : L'argent ne dort jamais : Bretton James (Josh Brolin[14])
- 2010 : The Town : Albert "Gloansy" Magloan (Sláine)
- 2010 : Saw 3D : Chapitre final : Rogers (Laurence Anthony)
- 2010 : The Experiment : Nix (Clifton Collins Jr.)
- 2010 : Sauvez Willy 4 : Le Repaire des pirates : Rolf V. D. Woods (Stephen Jennings)
- 2011 : Bad Teacher : Kirk (Eric Stonestreet[15])
- 2011 : The Thing : Pedery (Stig Henrik Hoff)
- 2011 : Chiens de paille : Bic (Drew Powell)
- 2011 : Paul : Gus (David Koechner)
- 2011 : Happy New Year : le petit-ami d'Aimee (Common)
- 2011 : Terraferma : voix additionnelles
- 2012 : Battleship : Beast (John Tui)
- 2012 : Jason Bourne : L'Héritage : le lieutenant général Paulsen (John Douglas Thompson (en))
- 2013 : RIPD : Brigade fantôme : Pulaski (Devin Ratray)
- 2013 : The Mortal Instruments : La Cité des ténèbres : Frère Jeremiah (Stephen R. Hart)
- 2013 : Le Hobbit : La Désolation de Smaug : l'Orque capturé par Thranduil [Qui ?]
- 2013 : Le Monde fantastique d'Oz : voix additionnelles
- 2014 : Captain America : Le Soldat de l'hiver : Georges Batroc (Georges Saint-Pierre)
- 2014 : American Nightmare 2: Anarchy : Diego (Noel Gugliemi)
- 2014 : Top Five : Fred (Tracy Morgan)
- 2014 : Night Call : Joe Loder (Bill Paxton)
- 2015 : The Finest Hours : Tiny Myers (Abraham Benrubi)
- 2015 : Bus 657 : Derrick « The Dog » Prince (Morris Chestnut)
- 2015 : Le Dernier Chasseur de sorcières : Belial (Ólafur Darri Ólafsson)
- 2015 : Jupiter : Le Destin de l'univers : Tskalikin (Simon Dutton)
- 2016 : Money Monster : le lieutenant Nelson (Chris Bauer)
- 2016 : Assassin's Creed : McGowen, le chef de la sécurité d'Abstergo (Denis Ménochet)
- 2016 : Tallulah : l'inspecteur Richards (David Zayas)
- 2016 : Deepwater : Gordon Jones (Jonathan Angel)
- 2016 : Barbershop: The Next Cut : Dante (Deon Cole)
- 2016 : In a Valley of Violence : Tubby (Tommy Nohilly)
- 2016 : Oppression : Doug (David Cubitt)
- 2017 : XXX: Reactivated : Tennyson Torch (Rory McCann)
- 2017 : Wheelman : « Gros Enculé » (Shea Whigham)
- 2017 : Kingsman : Le Cercle d'or : voix additionnelles
- 2018 : Downsizing : l'homme ivre au bar (Patrick Gallagher)
- 2018 : La Sombra de la ley : l'inspecteur Rediú (Vicente Romero)
- 2018 : Undercover : Une histoire vraie : l'agent Byrd (Rory Cochrane)
- 2018 : Tanks for Stalin : Georgy Zhukov [Qui ?]
- 2018 : Proud Mary : Tom (Billy Brown)
- 2018 : Ton fils : Juan (Ramiro Alonso)
- 2019 : Serenity : Plymouth DJ (Redd Pepper)
- 2019 : Entre deux fougères : Le Film : Benedict Cumberbatch (Benedict Cumberbatch)
- 2019 : Six Underground : Rovach Alimov (Lior Raz)
- 2019 : Togo : Henry Ivanoff (Brandon Oakes)
- 2020 : Ultras (it) : O Mericano (Antonio Russo)
- 2020 : Safety : le coach Butch Hassey (Robert « IronE » Singleton)
- 2021 : Fast and Furious 9 : Jack Toretto (J. D. Pardo)
- 2021 : Jagame Thandhiram : Sivadoss (Joju George)
- 2021 : Dune : Première partie : un soldat Harkonnen (Charlie Rawes)
- 2021 : Les Éternels : Eric Brooks / Blade (Mahershala Ali) (caméo, scène post-générique)
- 2021 : Clifford : Malik (Russell Peters)
- 2021 : Fortress : le chauffeur (Simon Phillips)
- 2022 : Werewolf by Night : le narrateur (Rick D. Wasserman) (voix)
- 2022 : Barbare : ? (?)
- 2022 : Murder at Yellowstone City : Cicero (Isaiah Mustafa)
- 2022 : Hunt : Jang Cheol-seong (Heo Sung-tae)
- 2023 : Creed 3 : l'entraîneur de Damian (Yahya McClain)
- 2023 : Godzilla Minus One : Tatsuo Hotta (Miou Tanaka)
- 2024 : SOS Fantômes : La Menace de glace : ? (?)
- 2024 : La Planète des singes : Le Nouveau Royaume : Proximus César (Kevin Durand)
- 2024 : Bad Boys: Ride or Die : ? (?)
- 2024 : Deadpool et Wolverine : Cain Marko / Fléau (Aaron W. Reed)
- 2025 : Mr. Wolff 2 : Ike Sudio (Michael Tourek)
- 2025 : À bout : le capitaine Wilson (Rockmond Dunbar)

#### Films d'animation
- 2003 : Sinbad : La Légende des sept mers : voix additionnelles
- 2004 : Bionicle 2 : Les Légendes de Metru Nui : le Toa Matau
- 2005 : Final Fantasy VII: Advent Children : Loz (incarné de Sephiroth)
- 2005 : Bionicle 3 : La Menace de l'ombre : le Toa Matau
- 2005 : Madagascar : Kowalski, le pingouin[n 2]
- 2005 : Chicken Little : interprète de la chanson Pour l'éternité
- 2006 : La Ferme en folie : Budd
- 2006 : Happy Feet : Barry
- 2006 : Tom et Jerry et la Chasse au trésor : Ron, Bob et Chuck
- 2006 : The Wild : voix additionnelles
- 2007 : Les Rois de la glisse : Tank Evans
- 2008 : Madagascar 2 : Kowalski, le pingouin[n 2]
- 2008 : Horton : voix additionnelles
- 2009 : Monstres contre Aliens : le Maillon manquant[n 3]
- 2009 : Hulk Vs : Dents-de-sabre
- 2009 : La Princesse et la Grenouille : chœurs des chansons
- 2010 : Halo Legends : le commandant Élite Luro 'Taralumee (OAV : Le Paquet)
- 2011 : Kung Fu Panda 2 : le chef loup[n 4]
- 2012 : Resident Evil: Damnation : Leon S. Kennedy
- 2012 : Madagascar 3 : Bons baisers d'Europe : Kowalski, le pingouin[n 2]
- 2012 : Les Mondes de Ralph : M. Bison
- 2013 : La Reine des neiges : voix additionnelles
- 2013 : Toy Story : Angoisse au motel : le commandant Carl (court métrage)
- 2014 : Les Pingouins de Madagascar : Kowalski, le pingouin[n 2]
- 2014 : Seigneurs de guerre : Kilrogg
- 2014 : Planes 2 : Ryker
- 2015 : Hôtel Transylvanie 2 : Bela
- 2016 : Kingsglaive: Final Fantasy XV : Gladiolus Amicitia
- 2016 : Le Monde de Dory : Fluke[n 5]
- 2016 : Cigognes et compagnie : le loup Alpha[n 6]
- 2017 : Resident Evil: Vendetta : Leon S. Kennedy
- 2018 : Scooby-Doo et Batman : L'Alliance des héros : Gueule d'argile
- 2018 : Suicide Squad : Le Prix de l'enfer : Ben Turner / Bronze Tiger
- 2018 : Constantine: City of Demons : Mictlantecuhtli
- 2020 : En avant : Colt Bronco, l'officier de police centaure[n 7]
- 2021 : Batman: Soul of the Dragon : Ben Turner / Bronze Tiger
- 2021 : Arlo, le garçon alligator : Marcellus
- 2021 : Teen Titans Go! découvrent Space Jam! : Bupkus
- 2022 : La Nuit au musée : Le Retour de Kahmunrah : la statue Moaï et Râ
- 2023 : Spider-Man : Across the Spider-Verse : voix additionnelles

### Télévision

#### Téléfilms
- Richard Clarkin (en) dans :
  - Oublier et pardonner (2014) : Clay Russo
  - Sous les coups de mon mari : L'Affaire Lorena Bobbitt (en) (2020) : M. Howard
- 2004 : Rédemption - Itinéraire d'un chef de gang : Stan « Tookie » Williams (Jamie Foxx[1])
- 2008 : Un raisin au soleil (en) : Joseph Asagai (David Oyelowo)
- 2010 : Lettres à un soldat : Lanny (Troy Winbush)
- 2010 : 20 ans d'injustice : Calvin Willis (Mahershala Ali)
- 2011 : Sinbad et le Minotaure (en) : Sinbad (Manu Bennett)
- 2012 : Un goût de romance : Danny Marsh (Rockmond Dunbar)
- 2012 : Six femmes (en) : Spud Jones (Michael Beasley)
- 2018 : Destin brisé : Michael Jackson, derrière le masque : Bill Whitfield (Chad Coleman)
- 2022 : La Légende du prince de Noël : Scott (Dean Marshall (en))

#### Séries télévisées
- Rockmond Dunbar dans (15 séries) :
  - Prison Break (2005-2009 / 2017) : Benjamin « C-Note » Franklin (43 épisodes)
  - Shark (2007) : Teddy Banks (saison 2, épisode 6)
  - Grey's Anatomy (2007) : Sean Brotherton (saison 4, épisode 7)
  - Les Experts : Miami (2007) : James Reilly (saison 6, épisode 11)
  - Private Practice (2010) : Jacob Deever (saison 4, épisode 6)
  - The Defenders (2010) : Bounce (épisode 8)
  - Terriers (2010) : l'inspecteur Mark Gustafson (13 épisodes)
  - Chicago Code (2011) : Robert Turner (épisode 5)
  - The Closer : L.A. enquêtes prioritaires (2011) : Antwone Decker (saison 7, épisode 1)
  - Sons of Anarchy (2011-2013) : le shérif Eli Roosevelt (29 épisodes)
  - Mentalist (2013-2015) : l'agent Dennis Abbott (29 épisodes)
  - The Path (2016-2017) : l'inspecteur Abe Gaines (23 épisodes)
  - Scorpion (2017) : Scotty (saison 3, épisodes 23 à 25)
  - 9-1-1 (2018-2021) : Michael Grant (69 épisodes)
  - New York, police judiciaire (2024) : le principal Sykes (saison 24, épisode 5)
- Carlo Rota dans (12 séries) :
  - 24 Heures chrono (2006-2009) : Morris O'Brian (29 épisodes)
  - La Petite Mosquée dans la prairie (2007-2011) : Yasir Hamoudi (69 épisodes)
  - Les Experts : Manhattan (2010) : Joseph Vance (saison 6, épisode 14)
  - FBI : Duo très spécial (2009) : Ghovat (saison 1, épisode 2)
  - Stargate Universe (2009) : Carl Strom (saison 1, épisodes 7 et 9)
  - Breaking Bad (2011) : Benicio Fuentes (saison 4, épisode 10)
  - Marvel : Les Agents du SHIELD (2014) : Luca Russo (saison 1, épisode 13)
  - Les Experts (2014) : Karl Schrute (saison 14, épisode 16)
  - Scandal (2014) : Ivan (saison 3)
  - Jane the Virgin (2014-2015) : Emilio Solano (saison 1)
  - Ransom (2017-2018) : Damian Delaine (3 épisodes)
  - American Horror Story (2018) : Anton LaVey (saison 8)
- Mahershala Ali dans (7 séries) :
  - Agence Matrix (2003-2007) : Jelani Harper (15 épisodes)
  - New York, unité spéciale (2009) : Mark Foster (saison 11, épisode 1)
  - Lie to Me (2009) : l’inspecteur Don Hughes (saison 1, épisode 6)
  - Les 4400 (2004-2007) : Richard Tyler (28 épisodes)
  - Alphas (2012) : Nathan Clay (12 épisodes)
  - Luke Cage (2016) : Cornell « Cottonmouth » Stokes (saison 1)
  - Ramy (2020) : Sheikh Ali Malik (saison 2)
- Chris Bauer dans (5 séries) :
  - True Blood (2008-2014) : Andrew « Andy »Bellefleur (81 épisodes)
  - Hawaii 5-0 (2011) : Cory Sampson (saison 2, épisode 9)
  - The Office (2012) : Harry Jannerone (saison 8, épisode 23)
  - American Crime Story (2016) : l'inspecteur Tom Lange (saison 1)
  - The Deuce (2017-2019) : Bobby Dwyer (24 épisodes)
- Troy Winbush dans (4 séries) :
  - NIH : Alertes médicales (2004-2005) : Frank Powell (saison 1)
  - Lie to Me (2009) : Wallace (saison 1, épisode 5)
  - Castle (2011) : Marcus Ford (saison 4, épisode 9)
  - Scandal (2012-2014) : Morris Elcott (4 épisodes)
- Domenick Lombardozzi dans (4 séries) :
  - Entourage (2006 / 2008) : Dom (saison 3, épisodes 3 et 4 puis saison 5, épisode 6)
  - Breakout Kings (2011-2012) : Raymond « Ray » Zancanelli (23 épisodes)
  - Magnum (2018-2022) : Sebastian Nuzo (5 épisodes)
  - We Own This City (2022) : Stephen Brady (mini-série)
- Clark Johnson dans (4 séries) :
  - Sur écoute (2008) : Augustus « Gus » Haynes (saison 5)
  - 666 Park Avenue (2012) : Bill Edwards (épisode 3)
  - Homeland (2013) : l'inspecteur Calvin Johnson (saison 3, épisode 7)
  - Daredevil: Born Again (2025) : Cherry
- Steve Harris dans (4 séries) :
  - Awake (2012) : l'inspecteur Isaiah « Bird » Freeman (13 épisodes)
  - Justified (2014) : Roscoe (saison 5)
  - NCIS : Enquêtes spéciales (2015) : Gerald Tanner (saison 12, épisode 14)
  - BMF (depuis 2021) : l'inspecteur Bryant
- Kirk « Sticky Fingaz » Jones dans :
  - The Shield (2002-2006) : Kern Little (6 épisodes)
  - Over There (2005) : Maurice « Smoke » Williams (13 épisodes)
  - Blade (2006) : Eric Brooks / Blade (12 épisodes)
- Lee Boardman (en) dans :
  - Rome (2005-2007) : Timon (13 épisodes)
  - Beowulf : Retour dans les Shieldlands (2016) : Hane (7 épisodes)
  - Absentia (2019-2020) : Holt Thompson (3 épisodes)
- Terry Crews dans :
  - Tout le monde déteste Chris (2005-2009) : Julius Rock, le père de Chris (88 épisodes)
  - Brooklyn Nine-Nine (2013-2021) : le sergent Terrence « Terry » Jeffords (153 épisodes)
  - Tales of the Walking Dead (2022) : Joe (épisode 1)
- Demore Barnes dans :
  - The Unit : Commando d'élite (2006-2009) : Hector Williams (45 épisodes)
  - Supernatural (2009-2010) : Raphael (1re voix, saison 5)
  - 12 Monkeys (2015-2018) : Whitley (24 épisodes)
- Manu Bennett dans :
  - Spartacus : Le Sang des gladiateurs (2010-2013) : Crixus (37 épisodes)
  - Spartacus : Les Dieux de l'arène (2011) : Crixus (mini-série)
  - Les Chroniques de Shannara (2016-2017) : Allanon (20 épisodes)
- Shane West dans :
  - Nikita (2010-2013) : Michael (73 épisodes)
  - Salem (2014-2017) : John Alden (36 épisodes)
  - Gotham (2019) : Edoardo Dorrance / Bane (saison 5)
- Russell Hornsby dans :
  - Grimm (2011-2017) : le lieutenant Hank Griffin (123 épisodes)
  - Proven Innocent (en) (2019) : Ezekiel « EZ » Boudreau (13 épisodes)
  - Lincoln : À la poursuite du Bone Collector (2020) : Lincoln Rhyme (10 épisodes)
- Billy Brown dans :
  - Hostages (2013-2014) : Archer Petit (14 épisodes)
  - Legends (2014) : Robert McCombs (saison 1, épisode 5)
  - Murder (2014-2020) : Nathaniel « Nate » Lahey (90 épisodes)
- Darren Pettie dans :
  - The Mist (2017) : Connor Heisel (10 épisodes)
  - SEAL Team (2018) : Paul Mulwray (saison 1)
  - New Amsterdam (2019-2022) : Todd Benson (5 épisodes)
- Dwayne « The Rock » Johnson dans :
  - Star Trek: Voyager (2000) : le champion (saison 6, épisode 15)
  - Ballers (2015-2019) : Spencer Strasmore (47 épisodes)
- David Oyelowo dans :
  - MI-5 (2002-2004) : Danny Hunter (26 épisodes)
  - The Good Wife (2011) : le juge Edward Weldon (saison 2, épisode 11)
- Vicellous Reon Shannon (en) dans :
  - Le Protecteur (2003-2004) : Taliek Allen (4 épisodes)
  - Dr House (2007) : Carnell Hall (saison 2, épisode 5)
- Bobby Cannavale dans :
  - Le Cartel (2003) : Chato Cadena (mini-série)
  - Angie Tribeca (2018) : Angela « AJ » Giles Jr (10 épisodes)
- Michael K. Williams dans :
  - Alias (2005) : Roberts (saison 4, épisodes 14 à 16)
  - Six Degrees (2006-2007) : Michael (3 épisodes)
- Kwesi Ameyaw dans :
  - Falcon Beach (2006-2007) : Des Palmer (14 épisodes)
  - Legends of Tomorrow (2016-2017) : Charles McNider / Dr Mid-Nite (en) (saison 2)
- Mark Pellegrino dans :
  - Lost : Les Disparus (2009-2010) : Jacob (7 épisodes)
  - Castle (2012) : Tom Dempsey (saison 4, épisode 14)
- Chi McBride dans :
  - Human Target : La Cible (2010-2011) : l'inspecteur Laverne Winston (25 épisodes)
  - Un flic d'exception (2013) : l'inspecteur Don Owen
- Benedict Cumberbatch dans :
  - Sherlock (2010-2017) : Sherlock Holmes (13 épisodes)
  - Patrick Melrose (2018) : Patrick Melrose (mini-série)
- Roger R. Cross dans :
  - Arrow (2012-2015) : l'inspecteur Lucas Hilton (12 épisodes)
  - The Strain (2014-2015) : Reggie Fitzwilliam (12 épisodes)
- Giancarlo Esposito dans :
  - Revolution (2012-2014) : le capitaine Tom Neville (42 épisodes)
  - Allegiance (2015) : Oscar Christoph (7 épisodes)
- Heo Sung-tae dans :
  - Squid Game (2021) : Jang Deok-Su (saison 1)
  - The Silent Sea (2021) : Kim Jae-sun (8 épisodes)
- O. T. Fagbenle dans :
  - WeCrashed (2022) : Cameron Lautner (mini-série)
  - Présumé innocent (2024) : Nico Della Guardia (mini-série)
- 2001 : Frères d'armes : le caporal Joseph Liebgott (Ross McCall) (mini-série)
- 2001-2002 : Les Années campus : Ron Garner (Seth Rogen) (17 épisodes)
- 2002 : The Shield : Dimitri (Brooklyn McLinn) (saison 1, épisode 1), Lucky (Billy Neustice) et Ricardo (Daniel Murray) (saison 1, épisode 5), Hector Estanza (Rolando Molina) (saison 1, épisode 9), le shérif de Long Beach (John Marrott) (saison 2, épisode 1), le SDF (Anje Cornell) (saison 2, épisode 3)
- 2002-2005 : Sue Thomas, l'œil du FBI : l'agent spécial Dimitrius Gans (Marc Gomes) (56 épisodes)
- 2003 : 24 Heures chrono : Peel, meneur des émeutiers de la prison (Lobo Sebastian) (saison 3, épisode 5)
- 2003 : Gilmore Girls : Alex Lesman (Billy Burke) (saison 3)
- 2003 : Sur écoute : Melvin « Cheese » Wagstaff (Clifford « Method Man » Smith) (1re voix - saison 2, épisodes 5 et 10)
- 2003-2004 : Keen Eddie : l'inspecteur Eddie Arlette (Mark Valley) (13 épisodes)
- 2005-2010 : Ghost Whisperer : l'officier Billy Clark (Shiek Mahmud-Bey) (saison 1, épisode 9), Stan (Derrick Williams) (saison 5, épisode 2) et Dean (Kadeem Hardison) (saison 5, épisode 11)
- 2007 : Dr House : Jimmy Quidd (Jeremy Renner) (saison 4, épisode 9)
- 2007 : Scrubs : le concierge (Neil Flynn) (voix chantée - saison 6, épisode 6)
- 2007 : Eureka : le colonel Briggs (Garry Chalk) (saison 1, épisode 1)
- 2007-2010 : Robin des Bois : Guy de Gisbourne (Richard Armitage) (37 épisodes)
- 2008-2009 : Fringe : Mitchell Loeb (Chance Kelly (en)) (saison 1)
- 2008-2009 : Legend of the Seeker : L'Épée de vérité : Chase Brandstone (Jay Laga'aia) (saison 1)
- 2009 : Fallen : Hawkins (Ty Olsson) (mini-série)
- 2009 : Underbelly : Ray « Chuck » Bennett (Nathan Page) (saison 2)
- 2009 : Lie to Me : Wallace (Troy Winbush) (saison 1, épisode 5), Little Moon (Keston John) (saison 2, épisode 20)
- 2010 : Les Piliers de la Terre : Prieur Philip (Matthew Macfadyen) (mini-série)
- 2010 : Funny or Die Presents… : Taback / Clay / Cal (Rob Riggle) (7 épisodes)
- 2010 : Treme : Kleevon White (Anwan Glover) (saison 1)
- 2010-2012 : The Walking Dead: Theodore « T-Dog » Douglas (Robert "IronE" Singleton) (20 épisodes)
- 2010-2012 : Strike Back : le major Oliver Sinclair (Rhashan Stone (en)) (18 épisodes)
- 2011 : Warehouse 13 : Leo (Ryan Blakely) (saison 3, épisode 7) et Jackson (Andrew Jackson) (saison 3, épisode 8)
- 2011 : Les Feux de l'amour : Koa Aneko (Peter Tuiasosopo (en)) (7 épisodes)
- 2011 : Body of Proof : Kevin Roban (Slaine) (saison 2, épisode 3)
- 2011-2014 : Borgia : Fabrizio Colonna (Marek Vašut) (6 épisodes)
- 2012 : Magic City : Grady James (Michael Beasley) (saison 1)
- 2012 : Les Spécialistes : Rome : le lieutenant Fabrice Sasso (Giuseppe Loconsole (it)) (saison 3, épisode 9)
- 2012 : Sinbad : Cook (Junix Inocian) (12 épisodes)
- 2012 : Labyrinthe : Simon IV de Montfort (John Lynch) (mini-série)
- 2012-2013 : Last Resort : le capitaine Marcus Chaplin (Andre Braugher) (13 épisodes)
- 2013 : La Bible : Ramsès Ier (Stewart Scudamore) (mini-série)
- 2013 : The Listener : Rick Robson (Noah Danby (en)) (saison 4, épisode 11)
- 2013-2014 : Da Vinci's Demons : Federico de Montefeltro (Vincent Riotta (en)) (8 épisodes)
- 2013-2015 : Hawaii 5-0 : Jason « JC » Dekker (Alvin « Xzibit » Joiner) (3 épisodes)
- 2014 : Boardwalk Empire : Arquimedes (Paul Calderon) (saison 5)
- 2014-2015 : Banshee : Chayton Littlestone (Geno Segers) (12 épisodes)
- 2014-2017 : Kingdom : Mac Sullivan (Mac Brandt (en)) (21 épisodes)
- 2014-2017 : Bones : Dr Rodolfo Fuentes (Ignacio Serricchio) (9 épisodes)
- 2015 : Extant : Ray, un ami de JD (Richard T. Jones) (saison 2)
- 2015 : Looking : Eddie (Daniel Franzese) (saison 2)
- 2015-2016 : Veep : Jim Owens (Zak Orth) (3 épisodes)
- 2015-2016 : NCIS : Nouvelle-Orléans : Zed Hastings (Patrick Brennan (en)) (saison 2)
- 2015-2017 : Zoo : Abraham Kenyatta (Nonso Anozie) (39 épisodes)
- 2015-2017 : Tyrant : Jamal Al-Fayeed (Ashraf Barhom) (25 épisodes)
- 2015-2020 : Bienvenue chez les Huang : Hector Martinez (Noel Gugliemi) (16 épisodes)
- 2016 : Berlin Station : Benjamin Taylor (Steve Toussaint) (saison 1)
- 2016 : Quarry : Credence Mason (Ólafur Darri Ólafsson) (4 épisodes)
- 2016 : Aquarius : Ralph Church (Omar J. Dorsey) (saison 2)
- 2016-2017 : Shadowhunters : Frère Jeremiah (Stephen R. Hart (en)) (9 épisodes)
- 2016-2017 : Reine du Sud : Manuel (Julio Cesar Cedillo) (5 épisodes)
- 2016-2018 : Colony : Geronimo (Felix Solis) (saison 1) et Everett Kynes (Wayne Brady) (saison 3)
- 2016-2018 : Timeless : Conor Mason (Paterson Joseph) (27 épisodes)
- 2017 : Sense8 : le père de Daniela (Rafael Sánchez Navarro) (saison 2, épisode 7)
- 2017 : Monster : Willy Eighner (John Sigurd Kristensen (no))
- 2017-2019 : The Tick : Kevin Papier d'Alu (Devin Ratray) (16 épisodes)
- 2017-2019 : 4 Blocks : Latif Hamady (Wasiem « Massiv » Taha (de)) (14 épisodes)
- 2018 : All About the Washingtons (en) : Joey Washington (Joseph « Rev Run » Simmons) (10 épisodes)
- 2018 : L'Ancien Combat : Jack (Rudi Köhnke (da))
- 2018-2019 : Supergirl : Manchester Black (David Ajala (en)) (saison 4)
- 2018-2019 : Legends of Tomorrow : Konane / El Lobo (Darien Martin) (saison 4)
- 2018-2023 : NCIS : Los Angeles : Lance Hamilton (Bill Goldberg) (6 épisodes)
- 2019 : Veronica Mars : Tyler Carr (Alex Solowitz (en)) (saison 4)
- 2019 : Preacher : Frankie Toscani (Lachy Hulme (en)) (saison 4)
- 2020 : Intimidation : Larry Powers (Matthew Douglas) (mini-série)
- 2020 : Altered Carbon : le colonel Ivan Carrera (Torben Liebrecht (de)) (saison 2)
- 2020 : Hunters : l'inspecteur Kennedy Groton (Victor Williams) (saison 1, épisodes 1 et 4)
- 2021 : The Crew (en) : Kevin Gibson (Kevin James)
- 2021 : American Gods : Johan (Marilyn Manson) (saison 3, épisodes 1 et 4)
- depuis 2021 : Crime et Justice : Nairobi (en) : l'inspecteur Silas (Alfred Munyua)
- 2022 : The Guardians of Justice : Cortex (Christopher Gee) (7 épisodes)
- 2022 : She-Hulk : Avocate : K.E.V.I.N [Qui ?] (voix, mini-série)
- 2022 : La nuit sera longue : Ruso (Roberto Álamo) (mini-série)
- 2022 : L'Orchestre : Marcellino (Johannes Wanselow (sv)) (saison 1, épisodes 1 et 3)
- 2023 : German Crime Story : Captives (de) : Ludwig Lübke (Sylvester Groth)
- 2023 : El silencio : Natanael Torroja (Ramiro Blas (es)) (mini-série)
- 2023 : Fatal Seduction : Vuyo (Nathaniel Ramabulana)
- 2023 : La Chute de la maison Usher : William « Big-T » Wilson (Matt Biedel) (mini-série)
- 2023 : Chargés à bloc : Wesley (Colton Brandenburg) (saison 1, épisode 2) et l'Elvis prêtre (Josh Domingo) (saison 1, épisode 6)
- 2023 : Black Cake (en) : Clarence « Little Man » Henry (Anthony Mark Barrow) (mini-série)
- 2024 : Ripley : Alvin McCarron (Bokeem Woodbine) (mini-série)
- 2024 : Sugar : ? (?)
- 2024 : Tracker : Ted (Garfield Wilson)
- 2024 : The Madness : Kwesi Dupree (Deon Cole) (mini-série)
- 2024 : Bandits, bandits : Ulysse (Michael Valamios)
- depuis 2024 : Elsbeth : le capitaine Charles Wallace « C. W. » Wagner (Wendell Pierce)

#### Séries d'animation
- 2004-2008 : Batman : Ethan Bennett / Gueule d'argile
- 2007-2015 : Phinéas et Ferb : Candice allergique et voix diverses
- 2009 : Le Twisté Twisté Show : le pêcheur (épisode 1)
- 2011 : Jake et les Pirates du Pays imaginaire : interprète de la chanson du générique
- 2012-2014 : Star Wars: The Clone Wars : les soldats clones (2e voix, saisons 5 et 6 uniquement)
- 2012 : Les Mystérieuses Cités d'or : Pang Zi (création de voix)
- 2013 : Lanfeust Quest : Hébus (création de voix)
- 2014 : Cars Toon : Idle Threat, Blue Grit et Shifty Sidewinder
- 2014-2017 : LoliRock : Gramorr (création de voix)
- 2015-2017 : Mes parrains sont magiques : Clark Carmichael, le père de Chloé
- 2016-2019 : La Garde du Roi lion : Mufasa
- 2016 : Kung Fu Panda : L'Incroyable Légende : Kim
- 2017 : Raiponce, la série : le roi Frédéric
- 2019 : Carole and Tuesday : Skip
- 2019 : Scooby-Doo et Compagnie : Jim Gaffigan (épisode Le Démon du fast-food)
- depuis 2019[n 8] : Vinland Saga : Thorkell
- 2020 : Scissor Seven : Mad Bark
- 2020 : Transformers : La Trilogie de la guerre pour Cybertron : Doubledealer
- 2021 : Invincible : Titan[n 9]
- 2021 : Star Wars: Visions : le guerrier trandoshan et un bandit (saison 1, épisode 1), Geezer (saison 1, épisode 2), un stormtrooper (saison 1, épisodes 3 et 6), un des ravisseurs de Zhima (saison 1, épisode 5)
- 2022 : The Boys présentent : Les Diaboliques : le présentateur (épisode 8)
- 2022 : Zootopie+ (en) : le chef Bogo (mini-série)
- 2023 : Digman! (en) : Swooper
- 2023 : Valkyrie Apocalypse : Māra
- 2025 : Transformers : EarthSpark : Prowl

### Jeux vidéo
- 2005 : Jade Empire : Le Grand Gao et Bonne Fortune
- 2006 : Les Chevaliers de Baphomet : Les Gardiens du Temple de Salomon : Virgil
- 2006 : Gothic 3 : Javier, Abe, divers personnages...
- 2006 : Tom Clancy's Splinter Cell: Double Agent : Carson Moss
- 2007 : Mass Effect : Garrus Vakarian
- 2007 : Halo 3 : ONI 111 et voix additionnelles
- 2008 : Madagascar 2 : Kowalski
- 2008 : Lost : Les Disparus, le jeu vidéo : Œil de fouine
- 2009 : Risen : Olf
- 2009 : Batman: Arkham Asylum : des sbires du Joker
- 2009 : Dragon Age: Origins : Gorim Saelac
- 2009 : La Princesse et la Grenouille : ?
- 2009 : Cars: Race-O-Rama : El Machismo
- 2010 : Mass Effect 2 : Garrus Vakarian
- 2010 : Heavy Rain : Troy
- 2010 : Anno 1404 : Venise : l'espion
- 2010 : Metro 2033 : Vladimir, Boris le caravanier, Alexeï le forgeron et plusieurs survivants
- 2010 : Dragon Age: Origins - Awakening : Justice
- 2010 : Prison Break: The Conspiracy : C-Note[n 10]
- 2010 : Darksiders : War (Guerre)
- 2010 : Fallout: New Vegas : le Paladin en chef Hardin, Silus, Jason Bright, le lieutenant Hayes et divers personnages
- 2010 : Aliens vs Predator : voix additionnelles
- 2011 : Gears of War 3 : Jace Stratton
- 2011 : Uncharted 3 : L'Illusion de Drake : Charlie Cutter
- 2011 : Batman: Arkham City : voix additionnelles
- 2011 : Star Wars: The Old Republic : Zenith
- 2011 : Cars 2 : Miguel Camino
- 2012 : Resident Evil: Operation Raccoon City : Leon S. Kennedy
- 2012 : Mass Effect 3 : Garrus Vakarian
- 2012 : Prototype 2 : James Heller
- 2012 : Resident Evil 6 : Leon S. Kennedy
- 2012 : Epic Mickey : Le Retour des héros : le savant fou
- 2012 : ZombiU : le Survivant
- 2012 : Tom Clancy's Ghost Recon: Future Soldier : Ghost Leader
- 2013 : Tom Clancy's Splinter Cell: Blacklist : Majid Sadiq
- 2013 : Batman: Arkham Origins : John De Marco
- 2014 : Assassin's Creed Rogue : Kesegowaase
- 2014 : Infamous: Second Son : Hank
- 2014 : La Terre du Milieu : L'Ombre du Mordor : La Tour de Sauron et voix additionnelles
- 2014 : Watch Dogs + (DLC : Bad Blood) : voix additionnelles
- 2015 : Mortal Kombat X : Reptile et Ermac
- 2015 : Just Cause 3 : voix additionnelles
- 2015 : Rise of the Tomb Raider : voix additionnelles
- 2015 : Call of Duty: Black Ops III : Firebreak
- 2015 : Disney Infinity : Finn
- 2016 : Sherlock Holmes: The Devil's Daughter : Sherlock Holmes
- 2016 : Uncharted 4: A Thief's End : Charlie Cutter (multijoueur uniquement)
- 2016 : Deus Ex: Mankind Divided : Jim Miller
- 2016 : Watch Dogs 2 : voix additionnelles
- 2016 : Final Fantasy XV : Gladiolus Amicitia
- 2018 : Spider-Man : Wilson Fisk / Le Caïd
- 2018 : Assassin's Creed Odyssey : Démosthène et voix additionnelles
- 2019 : Sekiro: Shadows Die Twice : Gyobu Masataka Oniwa
- 2019 : Death Stranding : voix additionnelles
- 2020 : Assassin's Creed Valhalla : Varin
- 2020 : Marvel's Spider-Man: Miles Morales : Wilson Fisk / Le Caïd
- 2020 : Cyberpunk 2077 : Crispin « Squame » Weyland
- 2021 : Far Cry 6 : ?
- 2022 : God of War: Ragnarök : Thor[n 11]

### Web-séries
En 2015, il participe vocalement à la vidéo du Joueur du Grenier, Papy Grenier : Mass Effect en reprenant son rôle de Garrus Vakarian tenu dans l'ensemble des jeux vidéo Mass Effect. Il l'incarnera également en 2021 dans le long métrage Le Métalleux Geek : Le Croisement des Mondes sorti sur la plateforme YouTube.

### Direction artistique
Gilles Morvan est aussi ponctuellement directeur artistique de versions françaises :

#### Films
- 2007 : Bataille à Seattle (codirection)
- 2011 : A Dangerous Method (codirection)
- 2020 : La Proie d'une ombre
- 2021 : Il Divin Codino : L'art du but par Roberto Baggio
- 2021 : Jungle Cruise
- 2021 : Nos pires amis (en)
- 2021 : Shang-Chi et la Légende des Dix Anneaux
- 2022 : Doctor Strange in the Multiverse of Madness
- 2022 : Black Panther: Wakanda Forever
- 2022 : Avatar : La Voie de l'eau
- 2023 : Le Croque-mitaine
- 2023 : Indiana Jones et le Cadran de la destinée
- 2023 : Nos pires amis 2
- 2023 : The Creator
- 2024 : Kill 'Em All 2
- 2025 : Captain America: Brave New World

#### Téléfilms
- 2008 : The American Mall
- 2011 : Mystère à Salem Falls
- 2011 : Ensemble face au danger
- 2017 : Noël avec ma fille
- 2018 : La tueuse en rouge
- 2019 : L'Héritage de la honte

#### Séries télévisées
- 2015 : Show Me a Hero
- 2016 : Quarry
- 2016 : Les Mystères de Londres
- 2017 : Blacklist: Redemption
- 2017-2020 : Suburra, la série
- 2017-2022 : Legends of Tomorrow (saisons 3 à 7[18])
- 2018 : The Innocents
- 2018-2020 : The Rain
- 2019-2021 : Russian Affairs (en)
- 2020-2023 : Hunters
- depuis 2021 : American Horror Stories (avec Jean-Philippe Puymartin (saison 1) puis Anne-Charlotte Piau (saison 2))
- 2022 : Pam and Tommy (mini-série)
- 2022 : Moon Knight (mini-série)
- 2022 : She-Hulk : Avocate (mini-série)
- 2023 : Secret Invasion (mini-série)
- 2023 : Chargés à bloc
- 2024 : Echo (mini-série)
- 2024 : Constellation
- 2024 : Shōgun (mini-série)
- 2024 : Nautilus
- 2024 : The Acolyte
- 2024-2025 : Tracker (saison 2)
- 2025 : Daredevil: Born Again
- 2025 : Washington Black (en) (mini-série)

#### Jeux vidéo
- 2011 : PES 2011
- 2012 : PES 2012
- 2013 : PES 2013
- 2014 : PES 2014
- 2014 : Watch Dogs (avec Nathalie Sionneau, Véronique Desmadryl, Serge Thiriet et Hubert Drac)
- 2015 : PES 2015
- 2016 : Tom Clancy's The Division
- 2016 : Watch Dogs 2
- 2016 : PES 2016
- 2017 : PES 2017
- 2019 : Tom Clancy's The Division 2
- 2020 : Watch Dogs: Legion (avec Camille Meens, Charles Germain, Émilie Stachnick et Grégory Laisné)

#### Documentaires
- 2018 : Make Us Dream

## Adaptation

### Films
- 2018 : At Eternity's Gate

### Téléfilms
- 2018 : Sœurs jumelles, sœurs ennemies
- 2018 : Un nouveau départ pour Noël
- 2019 : Dernière escale avant Noël

### Séries télévisées
- 2019 : Ballers (saison 5, épisode 8)
- 2019 : Russian Affairs (en)
- 2022 : Pam and Tommy (épisode 1)

## Chansons
Il est l'un des principaux artistes accompagnant Sheila sur scène à Paris et en province. En 2012, il lui a coécrit le titre Je te pardonnerai sur l'album Solide,,.

## Voix off

### Publicité
- Barre extra cookie Granola de LU

### Spectacles
- Parc du Puy du Fou : une des voix des Amoureux de Verdun